# Gornje Igrane
Gornje Igrane falu Horvátországban, Split-Dalmácia megyében. Közigazgatásilag Podgorához tartozik.

## Fekvése
Makarska központjától 16 km-re, községközpontjától 8 km-re keletre Közép-Dalmáciában, a Biokovo-hegység területén fekszik.

## Története
Igrane első említése 1466-ban történt Stjepan Kosača herceg oklevelében. A török a 15. század végén szállta meg ezt a vidéket. A térség 1684-ben szabadult fel végleg a több mint kétszáz éves török uralom alól. Ezután Velencei Köztársaság része lett. A török uralom végével a környező településekkel együtt népesült be. Két falu jött létre. A magasabban fekvő területen Gornje Igrane és az alacsonyabban fekvő Donje Igrane. Gornje Igrane lakossága földműveléssel és állattartással foglalkozott, de a határhoz közeli fekvésénél fogva eleinte még gyakran kellett részt vennie a velencei-török összecsapásokban. A velencei uralomnak 1797-ben vége szakadt és osztrák csapatok vonultak be Dalmáciába. 1806-ban az osztrákokat legyőző franciák uralma alá került, de Napóleon lipcsei veresége után 1813-ban újra az osztrákoké lett. 1880-ban 67, 1910-ben 116 lakosa volt. 1918-ban az új szerb-horvát-szlovén állam, majd később Jugoszlávia része lett. A település a háború után a szocialista Jugoszláviához került. Az Adria-parti főút megépítése fellendítette a turistaforgalmat. Gornje Igrane lakossága különösen az 1962-es pusztító földrengés után fokozatosan a parthoz közelebb eső Igranéra költözött. A település 1991 óta a független Horvátországhoz tartozik. 2011-ben mindössze 3 lakosa volt.

## Lakosság
| Lakosság változása | Lakosság változása | Lakosság változása | Lakosság változása | Lakosság változása | Lakosság változása | Lakosság változása | Lakosság változása | Lakosság változása | Lakosság változása | Lakosság változása | Lakosság változása | Lakosság változása | Lakosság változása | Lakosság változása | Lakosság változása |
| ------------------ | ------------------ | ------------------ | ------------------ | ------------------ | ------------------ | ------------------ | ------------------ | ------------------ | ------------------ | ------------------ | ------------------ | ------------------ | ------------------ | ------------------ | ------------------ |
| 1857               | 1869               | 1880               | 1890               | 1900               | 1910               | 1921               | 1931               | 1948               | 1953               | 1961               | 1971               | 1981               | 1991               | 2001               | 2011               |
| 0                  | 0                  | 67                 | 83                 | 99                 | 116                | 0                  | 152                | 142                | 139                | 107                | 45                 | 35                 | 20                 | 4                  | 3                  |

(1857-ben, 1869-ben és 1921-ben lakosságát Igranéhez számították.)